# Monochaetinula geoffroeana
Monochaetinula geoffroeana är en svampart som beskrevs av Bianchin. 1990. Monochaetinula geoffroeana ingår i släktet Monochaetinula och familjen Amphisphaeriaceae.   Inga underarter finns listade i Catalogue of Life.